# Xenocompsa martinsi
Xenocompsa martinsi é uma espécie de cerambicídeo da tribo Achrysonini, com distribuição restrita ao Chile.